# 장찬재

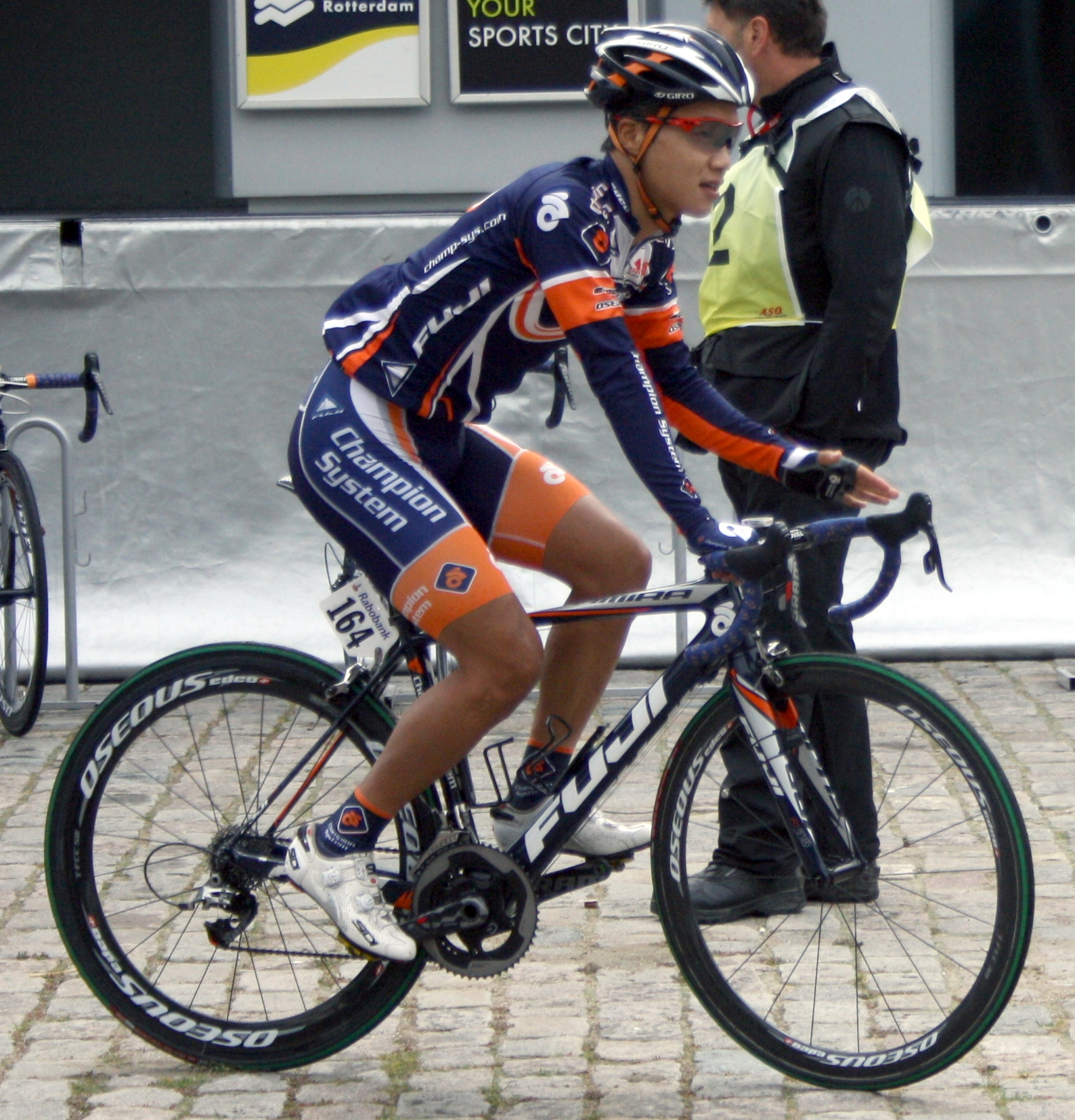
2013 월드 포츠 클래식의 장찬재

장찬재(1989년 1월 6일 ~ )는 Attaque Team Gusto 팀 소속의 대한민국의 자전거 경기 선수이다.